# 史师仲
史师仲（1082年—1124年）。字希道，以字行，故又称史希道。庆元府鄞县（今浙江省宁波市鄞州区）人，宋朝处士。

## 生平
生于宋神宗元丰五年（1082年）壬戌正月十一日，是南宋著名家族鄞县史氏家族的早期重要人物。官国学上舍，子史浩后称为南宋宰相，父以子贵，累赠太师、追封越国公。
卒于宋徽宗宣和六年（1124年）甲辰三月二十三日。逝世时，長子史浩年仅二十岁，由妻洪氏教学。孙史弥远后来也成为南宋的宰相。

## 家族
父史詔；为長子。子史浩，南宋宰相。孙史彌遠。

## 遗迹
今宁波市鄞州区东钱湖镇横街村乌竹坪山林中存有史师仲墓，属于全国重点文物保护单位东钱湖石刻的一部分。今存有墓碑墓志铭，高75厘米，镌刻有隶书八字“宋故史希道墓志铭”。墓碑背面有文详细记叙史师仲一生，全文共650字，纵21列。史师仲墓原为宋朝平民墓，因史浩后来显贵，历代封赠修葺，形成较大规模。另有墓刻存世，铭文“史氏祖茔，累赠太师越国公希道府君，累封越国夫人洪太君”。